# ねりり梅ねり
| エネルギー | 54kcal |
| 蛋白質     | 0.40g  |
| 脂質       | 0.35g  |
| 炭水化物   | 15.38g |
| 食塩相当量 | 3.2g   |

ねりり梅ねり（ねりりうめねり）は、ノーベル製菓から発売されている梅干を練って固めた菓子。略称は梅ねり。2002年発売。公式サイトでは特徴を「かめばかむほど、しみ出す梅味」としている。チーズねりもあったが製造が終了している。
2019年6月3日より、同シリーズの「塩こんぶねり」が販売されている。こちらのキャッチコピーは「かめばかむほど、しみ出す塩こんぶ味」。

## 製品について
- 「梅ねり」と呼ばれる普通の梅干を練って固めたものと、「はちみつ梅ねり」と呼ばれるはちみつ入りの梅干を練って固めたものの二種がある。主にセブンイレブンなどで多く取り扱われている。
- 歯ごたえがあり、噛むほど味が染み出て長持ちするため梅好きに好まれる食品である。ハイチュウのように粘着性があるため、歯の詰め物などに付着し、剥離させてしまう可能性がある。
- 梅を用いたソフトキャンデー等には甘味料が多く含まれ甘味の強いものが多いが、「梅ねり」は塩味と酸味にフォーカスした味付けとなっており、その点が大きな特徴となっている。